# Kène ya ma kène...
Kène ya ma kène... es una película del año 2010.

## Sinopsis
En un barrio popular de Túnez, un trombonista soñaba que su hijo Anes se convertía en un gran músico. El hijo hace suyo el sueño del padre y desarrolla aptitudes extraordinarias con el violín. Después de ganar varios concursos internacionales, tiene la oportunidad de ingresar en la prestigiosa Escuela Yehudi Menuhin de Londres. La película cuenta el sorprendente recorrido de Anes, los obstáculos a los que se enfrenta y su evolución durante su exilio en Europa.

## Premios
- Milano 2010